# Ruth Brown
Ruth Alston Brown (Portsmouth, 12 de janeiro de 1928 – Henderson, 17 de novembro de 2006) foi uma cantora, compositora e atriz estadunidense. Ela era conhecida também pelo epíteto de "rainha do rhythm & blues". Brown foi a artista negra que mais vendeu discos no início dos anos 1950.

## Biografia
Brown nasceu em 12 de janeiro de 1928 em Ruth Weston, em Portsmouth, Virgínia, ela era mais velha de sete filhos. Aos quatro anos fez sua estréia no coro da Igreja Episcopal Metodista Africana Emanuel. Ela fugiu de casa aos 17 anos, trabalhando com um trompetista chamado Jimmy Brown com quem se casou.
Lucky Millinder, a ouviu em Detroit no final de 1946, contratou-a para sua banda. Em 1949 ela gravou seu primeiro álbum pela Atlantic Records, e a balada blues So Long se tornou um sucesso. A música Teardrops From My Eyes, alcançou o primeiro lugar na parada de R&B. Depois, nos anos 1960, a carreira entrou em declínio.
O produtor de televisão Norman Lear deu a ela um papel na sitcom Hello, Larry. Ela retornou para Nova York em 1982, aparecendo em produções da Broadway, incluindo Black and Blue onde ela ganhou um Tony Award de melhor atriz em musical. Seu álbum de 1989, Blues on Broadway, ganhou um Grammy de Melhor Performance Vocal Feminina de Jazz. Ela foi introduzida no Hall da Fama do Rock and Roll em 1993.

## Vida pessoal e morte
Brown teve romances com estrelas como o saxofonista Willis Jackson e Clyde McPhatter. Em 1955, Brown casou-se com Earl Swanson, um saxofonista, com quem teve seu segundo filho; o casamento acabou em divórcio.
Ruth Brown morreu em 17 de novembro de 2006. A causa foi complicações após um ataque cardíaco e um derrame que ela sofreu após a cirurgia.

## Discografia

### Álbuns
- 1957: Ruth Brown (Atlantic)
- 1959: Miss Rhythm (Atlantic)
- 1959: Late Date with Ruth Brown (Atlantic)
- 1962: Along Comes Ruth (Phillips)
- 1962: Gospel Time (Philips)
- 1964: Ruth Brown '65 (Mainstream), re-lançado como Softly
- 1968: The Big Band Sound of Thad Jones/Mel Lewis Featuring Miss Ruth Brown (Solid State)
- 1969: Black Is Brown and Brown Is Beautiful (Skye)
- 1972: The Real Ruth Brown (Cobblestone)
- 1978: You Don't Know Me (Dobre Records DR1041, 1978)
- 1989: Blues on Broadway (Fantasy)
- 1991: Fine and Mellow (Fantasy)
- 1993: The Songs of My Life (Fantasy)
- 1997: R + B = Ruth Brown (Bullseye Blues)
- 1999: A Good Day for the Blues (Bullseye Blues)

### Coletâneas
- 2006: Rockin' in Rhythm: The Best of Ruth Brown (Atlantic/Rhino)
- 2006: Jukebox Hits (Acrobat)
- 2007: The Definitive Soul Collection (2 CDs, Atlantic/Rhino)
- 2015: The Very Best of Ruth Brown (2 CDs, One Day Music)

### Singles
| Ano  | Título (lado A, lado B) Ambos os lados do mesmo álbum, exceto onde indicado                                   | Melhor posição | Melhor posição | Álbum                                 |
| Ano  | Título (lado A, lado B) Ambos os lados do mesmo álbum, exceto onde indicado                                   | US R&B         | US Pop         | Álbum                                 |
| ---- | --- | -------------- | -------------- | ------------------------------------- |
| 1949 | "So Long" b/w "It's Raining" (faixa sem álbum)                                                                | 4              | —              | Rock & Roll                           |
| 1949 | "I'll Get Along Somehow" (Part 1) b/w Part 2                                                                  | —              | —              | faixa sem álbum                       |
| 1950 | "Happiness Is a Thing Called Joe" b/w "Love Me Baby"                                                          | —              | —              | faixa sem álbum                       |
| 1950 | "Why" b/w "(I'll Come Back) Someday"                                                                          | —              | —              | faixa sem álbum                       |
| 1950 | "Sentimental Journey" b/w "I Can Dream Can't I" (from Late Date with Ruth Brown)                              | —              | —              | Rock & Roll                           |
| 1950 | Os dois singles anteriores são com os Delta Rhythm Boys.                                                      |                |                |                                       |
| 1950 | "Where Can I Go" b/w "Dear Little Boy of Mine"                                                                | —              | —              | faixa sem álbum                       |
| 1950 | "Teardrops from My Eyes" b/w "Am I Making the Same Mistake Again" (non-album track)                           | 1              | —              | Rock & Roll                           |
| 1951 | "I'll Wait for You" b/w "Standing on the Corner"                                                              | 3              | —              | faixa sem álbum                       |
| 1951 | "I Know" b/w "Don't Want Nobody (If I Can't Have You)"                                                        | 7              | —              | faixa sem álbum                       |
| 1951 | "Shine On (Big Bright Moon)" b/w "Without My Love" (faixa sem álbum)                                          | —              | —              | The Best of Ruth Brown                |
| 1952 | "5-10-15 Hours" b/w "Be Anything (But Be Mine)" (faixa sem álbum)                                             | 1              | —              | Rock & Roll                           |
| 1952 | "Daddy Daddy" b/w "Have a Good Time" (faixa sem álbum)                                                        | 3              | —              | Rock & Roll                           |
| 1952 | "Good for Nothing Joe" b/w "Three Letters"                                                                    | —              | —              | faixa sem álbum                       |
| 1953 | "(Mama) He Treats Your Daughter Mean" b/w "R.B. Blues" (faixa sem álbum)                                      | 1              | 23             | Rock & Roll                           |
| 1953 | "Wild, Wild Young Men" /                                                                                      | 3              | —              | Rock & Roll                           |
| 1953 | "Mend Your Ways"                                                                                              | 7              | —              | faixa sem álbum                       |
| 1953 | "The Tears Keep Tumbling Down" b/w "I Would If I Could"                                                       | —              | —              | faixa sem álbum                       |
| 1954 | "Love Contest" b/w "If You Don't Want Me"                                                                     | —              | —              | faixa sem álbum                       |
| 1954 | "Sentimental Journey" b/w "It's All in Your Mind" (ambos os lados com o Delta Rhythm Boys)                    | —              | —              | faixa sem álbum                       |
| 1954 | "Hello Little Boy" b/w "If I Had Any Sense"                                                                   | —              | —              | faixa sem álbum                       |
| 1954 | "Oh What a Dream" b/w "Please Don't Freeze" (from The Best of Ruth Brown)                                     | 1              | —              | Rock & Roll                           |
| 1954 | "Mambo Baby" b/w "Somebody Touched Me" (from Miss Rhythm)                                                     | 1              | —              | Rock & Roll                           |
| 1955 | "As Long As I'm Moving" /                                                                                     | 4              | —              | Rock & Roll                           |
| 1955 | "I Can See Everybody's Baby"                                                                                  | 7              | —              | Miss Rhythm                           |
| 1955 | "Bye Bye Young Men" b/w "Ever Since My Baby's Been Gone" (faixa sem álbum)                                    | 13             | —              | The Best of Ruth Brown                |
| 1955 | Os cinco singles anteriores estão com os Rhythmakers (the Drifters).                                          |                |                |                                       |
| 1955 | "It's Love Baby (24 Hours a Day)" b/w "What'd I Say" (faixa sem álbum)                                        | 4              | —              | Rock & Roll                           |
| 1955 | "Love Has Joined Us Together" b/w "I Gotta Have You" (both sides with Clyde McPhatter)                        | 8              | —              | faixa sem álbum                       |
| 1956 | "I Want to Do More" b/w "Old Man River" (from Rock & Roll) (ambos os lados com os Rhythmakers [the Drifters]) | 3              | —              | faixa sem álbum                       |
| 1956 | "Sweet Baby of Mine" b/w "I'm Getting Right"                                                                  | 10             | —              | faixa sem álbum                       |
| 1956 | "Mom Oh Mom" b/w "I Want to Be Loved"                                                                         | —              | —              | faixa sem álbum                       |
| 1956 | "I Still Love You" b/w "Smooth Operator"                                                                      | —              | —              | faixa sem álbum                       |
| 1957 | "Lucky Lips" b/w "My Heart Is Breaking Over You" (faixa sem álbum)                                            | 6              | 25             | Rock & Roll                           |
| 1957 | "One More Time" b/w "When I Get You Baby"                                                                     | —              | —              | Miss Rhythm                           |
| 1957 | "Show Me" b/w "I Hope We Meet"                                                                                | —              | —              | Miss Rhythm                           |
| 1957 | "A New Love" b/w "Look Me Up"                                                                                 | —              | —              | faixa sem álbum                       |
| 1958 | "Just Too Much b/w "Book of Lies"                                                                             | —              | —              | Miss Rhythm                           |
| 1958 | "This Little Girl's Gone Rockin'" /                                                                           | 7              | 24             | Miss Rhythm                           |
| 1958 | "Why Me" | 17             | —              | Miss Rhythm                           |
| 1958 | "(Mama) He Treats Your Daughter Mean" b/w "I'll Step Aside" (faixa sem álbum)                                 | —              | —              | Rock & Roll                           |
| 1958 | "5-10-15 Hours" b/w "Itty Bitty Girl" (faixa sem álbum)                                                       | —              | —              | Rock & Roll                           |
| 1959 | "I Don't Know" b/w "Papa Daddy" (non-album track)                                                             | 5              | 64             | The Best of Ruth Brown                |
| 1959 | "Jack'O Diamonds" b/w "I Can't Hear a Word You Say"                                                           | 23             | 96             | Miss Rhythm                           |
| 1959 | "Don't Deceive Me" b/w "I Burned Your Letter"                                                                 | 10             | 62             | faixa sem álbum                       |
| 1959 | "What I Wouldn't Give" b/w "The Door Is Still Open"                                                           | —              | —              | faixa sem álbum                       |
| 1960 | "Taking Care of Business" b/w "Honey Boy" (faixa sem álbum)                                                   | —              | —              | The Best of Ruth Brown                |
| 1960 | "Sure 'Nuff" b/w "Here He Comes"                                                                              | —              | —              | faixa sem álbum                       |
| 1961 | "Anyone But You" b/w "It Tears Me All to Pieces"                                                              | —              | —              | faixa sem álbum                       |
| 1961 | "Walkin' and Talkin'" b/w "Hoopa-Loopa-Doopa" (shown as by "Venus")                                           | —              | —              | faixa sem álbum                       |
| 1962 | "Shake a Hand" b/w "Say It Again" (faixa sem álbum)                                                           | —              | 97             | Along Comes Ruth                      |
| 1962 | "Mama, He Treats Your Daughter Mean" b/w "Hold My Hand" (faixa sem álbum)                                     | —              | 99             | Along Comes Ruth                      |
| 1962 | "He Tells Me with His Eyes" b/w "If You Don't Tell Nobody"                                                    | —              | —              | faixa sem álbum                       |
| 1963 | "Secret Love" b/w "Time After Time"                                                                           | —              | —              | faixa sem álbum                       |
| 1964 | "What Happened to You" b/w "Yes Sir That's My Baby"                                                           | —              | —              | faixa sem álbum                       |
| 1964 | "I Love Him and I Know It" b/w "Come a Little Closer"                                                         | —              | —              | faixa sem álbum                       |
| 1964 | "Hurry On Down" b/w "On the Good Ship Lollipop"                                                               | —              | —              | Ruth Brown '65                        |
| 1968 | "You're a Stone Groovy Thing" b/w "Someday (I Know, I Know)                                                   | —              | —              | faixa sem álbum                       |
| 1969 | "Yesterday" b/w "Try Me and See"                                                                              | —              | —              | Black Is Brown and Brown Is Beautiful |
| 1989 | "If I Can't Sell It, I'll Keep Sittin' on It" b/w "Good Morning Heartache"                                    | —              | —              | Blues on Broadway                     |